# Elmar Schmähling
Elmar Schmähling (* 17. Februar 1937 in Bad Neustadt an der Saale; † 1. März 2021 in Dresden) war ein  deutscher Flottillenadmiral und Autor. Von 1982 bis 1983 leitete er den Militärischen Abschirmdienst (MAD), von 1984 bis 1990 das Amt für Studien und Übungen der Bundeswehr. Nach seiner Pensionierung setzte er sich in mehreren Büchern kritisch mit der Bundeswehr auseinander.

## Leben

### Militärische Laufbahn
Schmähling trat nach dem Abitur am 1. September 1957 in die Bundesmarine ein. Nachdem er als Offizieranwärter die Ausbildung zum Marineoffizier, u. a. auf dem französischen Schulkreuzer Jeanne d’Arc, durchlaufen hatte, wurde er am 8. März 1960 zum Leutnant zur See befördert und diente als U-Jagd-Offizier und Ausbilder u. a. auf den Schulfregatten Hipper und Graf Spee. 1963 ging er für ein Jahr auf Ausbildungsmission zur Küstenpolizei von Madagaskar. Danach diente er wieder bei der U-Jagd auf Zerstörer 3. 1967 wurde er Hörsaalleiter an der Marineunterwasserwaffenschule in Eckernförde. Von 1969 bis 1971 absolvierte er an der Führungsakademie der Bundeswehr in Hamburg den Admiralstabslehrgang und war danach als Korvettenkapitän Erster Offizier auf Zerstörer 4. 1972 wurde er Hörsaalleiter beim Stabsoffizier- und Auswahllehrgang der Marine in Hamburg. Von 1974 bis 1976 nahm er als Offizier im Generalstabsdienst zentrale Führungsaufgaben wahr.
Nach verschiedenen Verwendungen im Militärischen Abschirmdienst (MAD), zum Beispiel 1980 als Abteilungsleiter „Lagebearbeitung und Dokumentation“ des Amtes für Sicherheit der Bundeswehr, war er von Februar 1982 bis September 1983 dessen Amtschef. Schmähling wurde aufgrund einer privaten Affäre abgelöst. Er war danach für die Stiftung Wissenschaft und Politik tätig und wurde am 1. Oktober 1984 zum Chef des Amtes für Studien und Übungen der Bundeswehr ernannt. Am 16. Januar 1990 wurde er ohne Angabe von Gründen nach § 50 Soldatengesetz (SG) in den einstweiligen Ruhestand versetzt.

### Engagement im Ruhestand
Nach der Pensionierung trat er als Autor einiger Bücher in Erscheinung, in denen er sich kritisch mit der Bundeswehr, ihrem Auftrag und den Grenzen militärischer Konfliktlösung und -vermeidung auseinandersetzte. Zugleich wurde er Geschäftsführer eines kleinen IT-Unternehmens, das jedoch in wirtschaftliche Schwierigkeiten geriet. Am 13. März 1998 stellte die PDS ihn als Direktkandidaten für den Bundestagswahlkreis Berlin-Mitte – Prenzlauer Berg für die Bundestagswahl 1998 vor. Bereits am 23. März 1998 zog Schmähling seine Kandidatur zurück, nachdem ein Ermittlungsverfahren gegen ihn bekannt wurde. Am 27. August 1998 wurde Schmähling wegen Insolvenzverschleppung, Untreue und Betrug zu zwei Jahren Haft auf Bewährung verurteilt, nachdem er im Zuge der Ermittlungen 1996 bereits zwei Monate in Untersuchungshaft gesessen hatte. Durch die Verurteilung wegen einer Vorsatztat zu einer Freiheitsstrafe von mindestens zwei Jahren verlor Schmähling nach § 53 SG auch automatisch als Soldat im Ruhestand Dienstgrad und Versorgungsansprüche. Im Februar 2020 wurde Schmähling in Abwesenheit zu einer Geldstrafe von 800 Euro verurteilt. Er soll Anfang 2017 Gas für über 9.000 Euro bestellt, aber nicht bezahlt haben.
Schmähling war Mitglied im erweiterten Vorstand des Vereins Gesellschaft zum Schutz von Bürgerrecht und Menschenwürde.

### Privates
Schmähling war geschieden und hatte drei erwachsene Söhne. Er lebte zuletzt in Dresden. Seine Lebensgefährtin und spätere Betreuerin war die Freie-Wähler-Politikerin Barbara Lässig.

## Veröffentlichungen
- Kein Feind, kein Ehr, Kiepenheuer & Witsch, Köln 1994, ISBN 978-3-462-02368-8.
- Ohne Glanz und Gloria. Die Bundeswehr – Bilanz einer neurotischen Armee. Econ Verlag, Düsseldorf 1991, ISBN 978-3-430-17984-3.
- Der unmögliche Krieg: Sicherheit und Verteidigung vor der Jahrtausendwende. Econ Verlag, Düsseldorf 1990, ISBN 978-3-430-17983-6.